# Antonio Verrio
Antonio Verrio (c. 1636 – 15 de junio de 1707) fue un pintor italiano. Es conocido por haber introducido la pintura mural barroca en Inglaterra, donde prestó sus servicios a la Corona durante un período de treinta años.

## Carrera
Verrio, nacido en Lecce, Reino de Nápoles (actualmente integrada en la región de Apulia), comenzó su carrera en su ciudad natal donde fue discípulo de Giovanni Andrea Coppola (1597-1659). Aún hoy se conservan varias obras de Verrio en Lecce, incluyendo S. Francisco Saverio se aparece  al Beato Marcelo Mastrilli – su primer trabajo firmado.

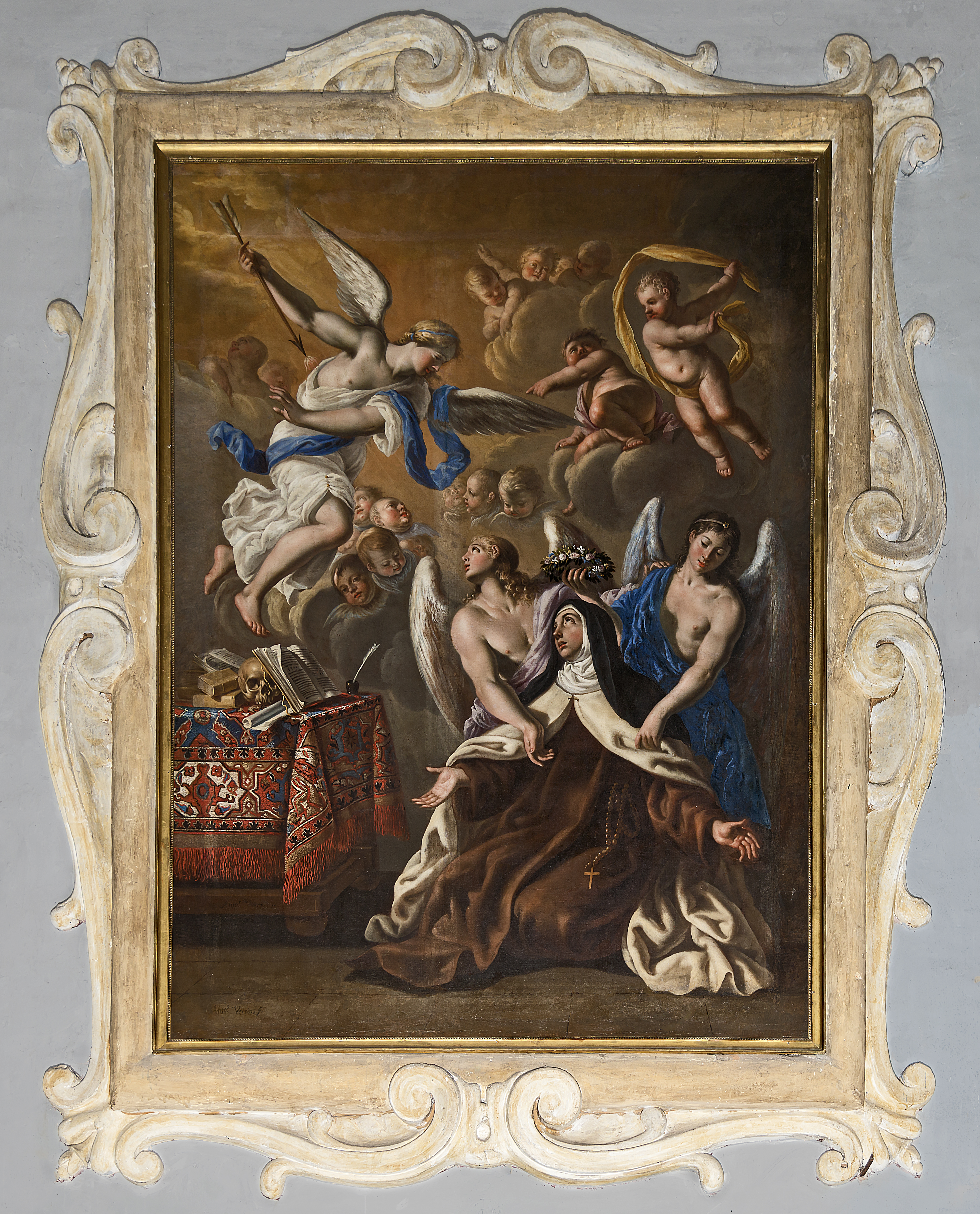
La Transverberación de Santa Teresa. Iglesia de San Exuperio en Toulouse.

Alrededor de 1665, Verrio se trasladó a la región de Toulouse, donde recibió el encargo de decorar el Castillo de Bonrepos, propiedad de Pierre-Paul Riquet, promotor del Canal du Midi. Como consecuencia, se instaló en Toulouse, donde trabajó para el Carmen Descalzo y los Capuchinos. A día de hoy dos de sus pinturas, Los desposorios de la Virgen y San Félix de Cantalicio, se encuentran en la colección del Museo de los Agustinos de la misma ciudad. Alrededor de 1670, Verrio se trasladó a París, donde atendió a una clientela aristocrática y decoró tres casas privadas, incluyendo el Hôtel Brûlart – el único que todavía existe hoy en día, en manos privadas.
En marzo de 1672, Verrio cruzó el Canal de la Mancha a sugerencia de Ralph Montagu, quien había sido Embajador Extraordinario de Inglaterra en París desde 1669. Gracias a Montagu, Verrio comenzó a trabajar para aristócratas como el primer Conde de Arlington, decorando Euston Hall y Arlington House, ahora destruidas, y el primer Duque de Lauderdale, decorando Ham House, actualmente propiedad de National Trust, pasando a estar rápidamente bajo el patronazgo real de Carlos II de Inglaterra.
Hacia 1675, Verrio había pintado el exquisito retrato alegórico del rey conocido como El Mar Triunfo de Carlos II, y recibió la nacionalidad el 5 de mayo de ese año. Poco después se le encargó que decorara el Ala Norte del Castillo de Windsor, donde colaboró con el arquitecto Hugh May y el escultor Grinling Gibbons. Este fue el encargo más importante de toda su carrera: veinte techos, tres escaleras, la Capilla del Rey y el Salón de San Jorge, por lo que recibió una colosal suma de más de 10.195 libras. A su finalización, en 1684, Verrio fue nombrado Primer Pintor de la Corte. Sólo tres de los techos sobrevivieron a la redecoración del castillo encargada por Jorge IV, durante la década de 1820.
Tras la subida al trono de Jacobo II, Verrio continuó prestando su real servicio y decoró el Palacio de Whitehall (quemado en 1698) y la Capilla de Enrique VIII en Windsor (destruida). En marzo de 1685, fue también nombrado "Guardián del Gran Jardín en St James Park". Tras la Revolución Gloriosa, Verrio no recibió protección real de Guillermo III y tuvo que abandonar la corte.
Verrio, que también había trabajado para la nobleza mientras prestaba servicios para Carlos II y Jacobo II, volvió a su clientela aristocrática. Pasó la siguiente década decorando Burghley House, propiedad del quinto Marqués de Exeter, y Chatsworth House, propiedad del cuarto Conde de Devonshire. Ambos son excelentes ejemplos de decoración barroca inglesa, encontrándose en Burghley House la obra maestra Verrio: la Habitación del Cielo. Hacia 1699, Guillermo III finalmente anuló la Test Act e invitó a Verrio de nuevo a la corte. Tras volver a trabajar en Windsor, Verrio realizó la decoración del Palacio de Hampton Court para Guillermo III. A la muerte del rey, en 1702, Verrio continuó prestando su real servicio y pintó para la Reina Ana su último encargo real en la Sala de Dibujo de la Reina. En 1705, la reina le concedió una pensión anual de 200 libras y le permitió mantener su habitación en Hampton Court. Antes de su muerte, el 15 de junio de 1707, Verrio pintó una serie de retratos, incluyendo su autorretrato, ahora conservado en la Galería Nacional de Retratos.
Verrio influyó a artistas jóvenes como Louis Laguerre y James Thornhill y sus frescos en el Palacio de Hampton Court constituyen un valioso legado.

## Obras de Verrio

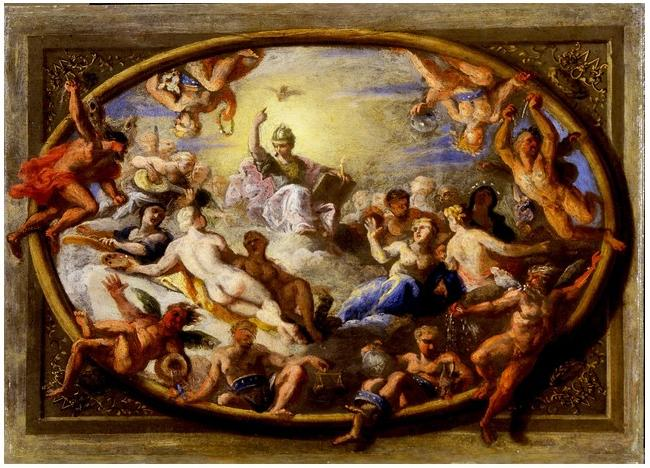
Boceto para el Techo de la Sala de Banquetes, en el Palacio de Hampton Court, alrededor de 1700, obra Antonio Verrio. Museo de Victoria y Alberto, Londres (E. 1085-1916)

Las obras decorativas de Verrio en Inglaterra que aún se conservan se encuentran en Burghley House, Chatsworth House, el Priorato de Reigate, el Hospital de Chelsea, Christ's Hospital, Ham House, el Palacio de Hampton Court, Moor Park, el Castillo de Powis, el Casitllo de Snape (aunque en muy mal estado) y el Castillo de Windsor. Algunas de sus pinturas, bocetos y dibujos se conservan en diferentes colecciones, incluyendo las del Museo Británico, el Museo Fitzwilliam, Cambridge, la Galería Nacional de Retratos, el Museo y Galería de Arte de Northampton, la Colección Real y el Museo de Victoria y Alberto. En Francia, pueden verse algunos de sus trabajos en Toulouse, en el museo de los Agustinos y en la Iglesia de San Exuperio, y en París, donde pintó algunas de las bóvedas del Hôtel Brûlart. En Italia, sus pinturas se pueden encontrar en varias iglesias y en el museo de la provincia de Lecce, su ciudad natal.

### Galería de obras de Verrio

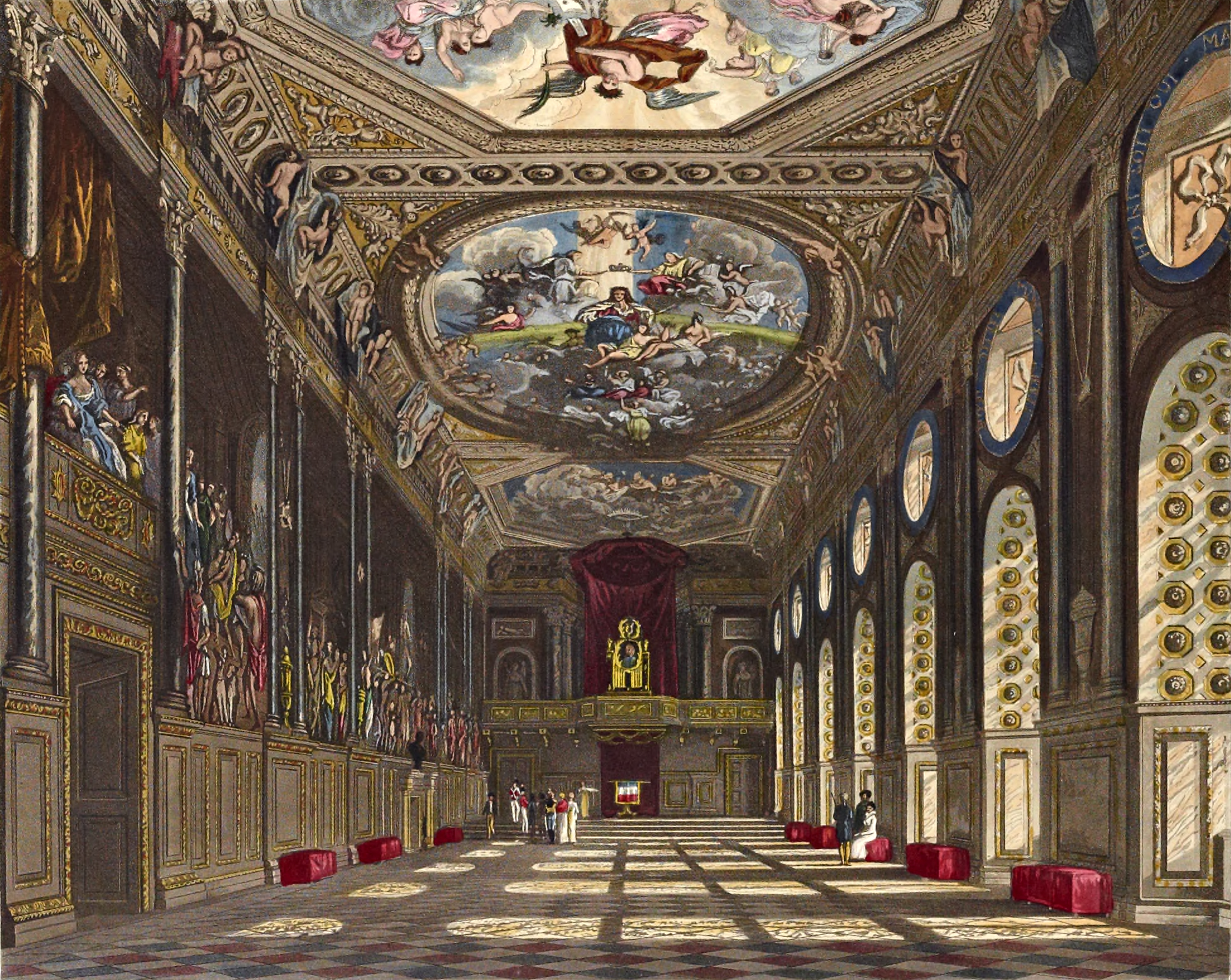
Salón de San Jorge, en el Castillo de Windsor, con murales pintados por Verrio en la década de 1680, destruidos a principios del siglo XIX.
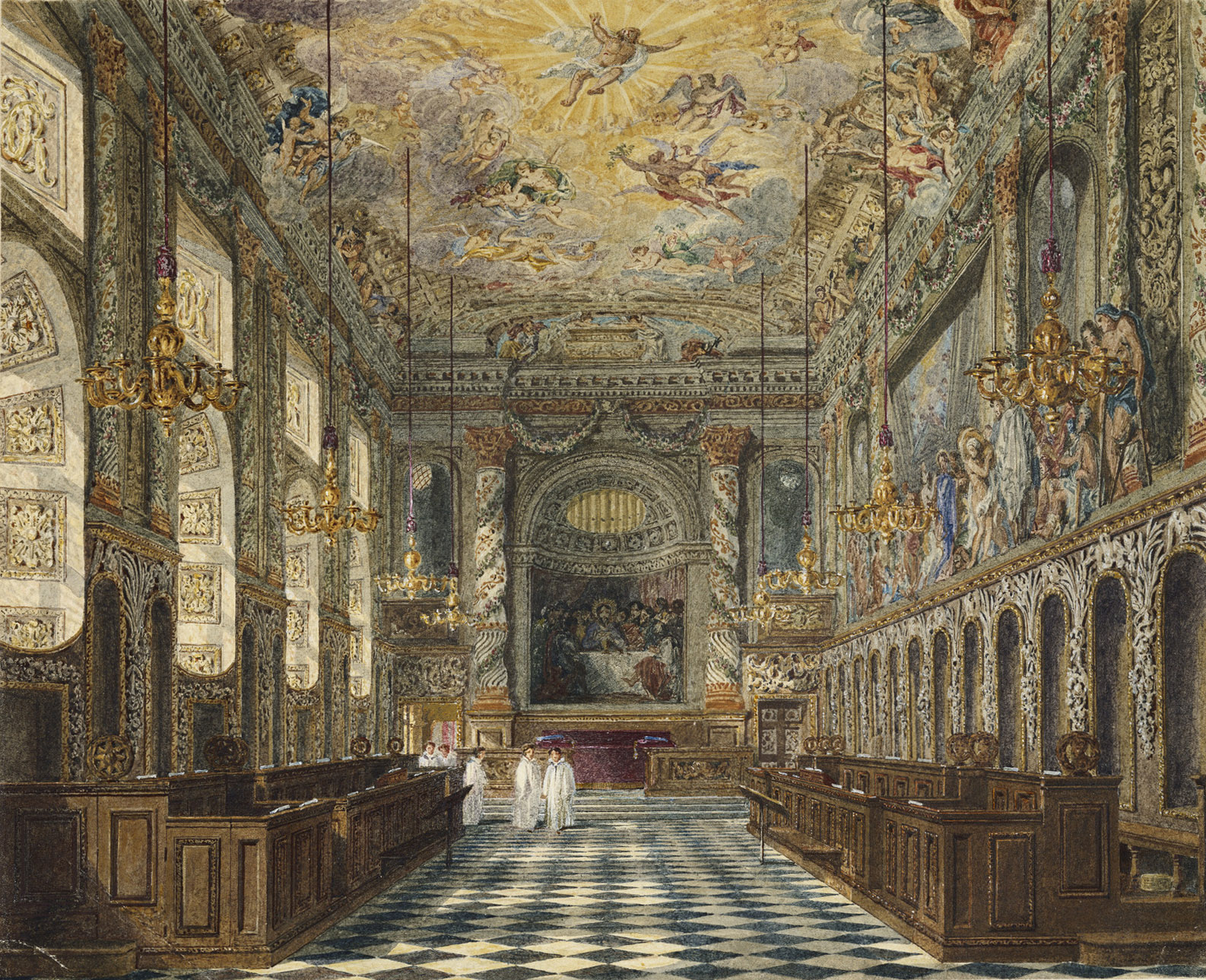
Capilla Real, en el Castillo de Windsor, con murales de Verrio de la década de 1680, destruidos a principios del siglo XIX.
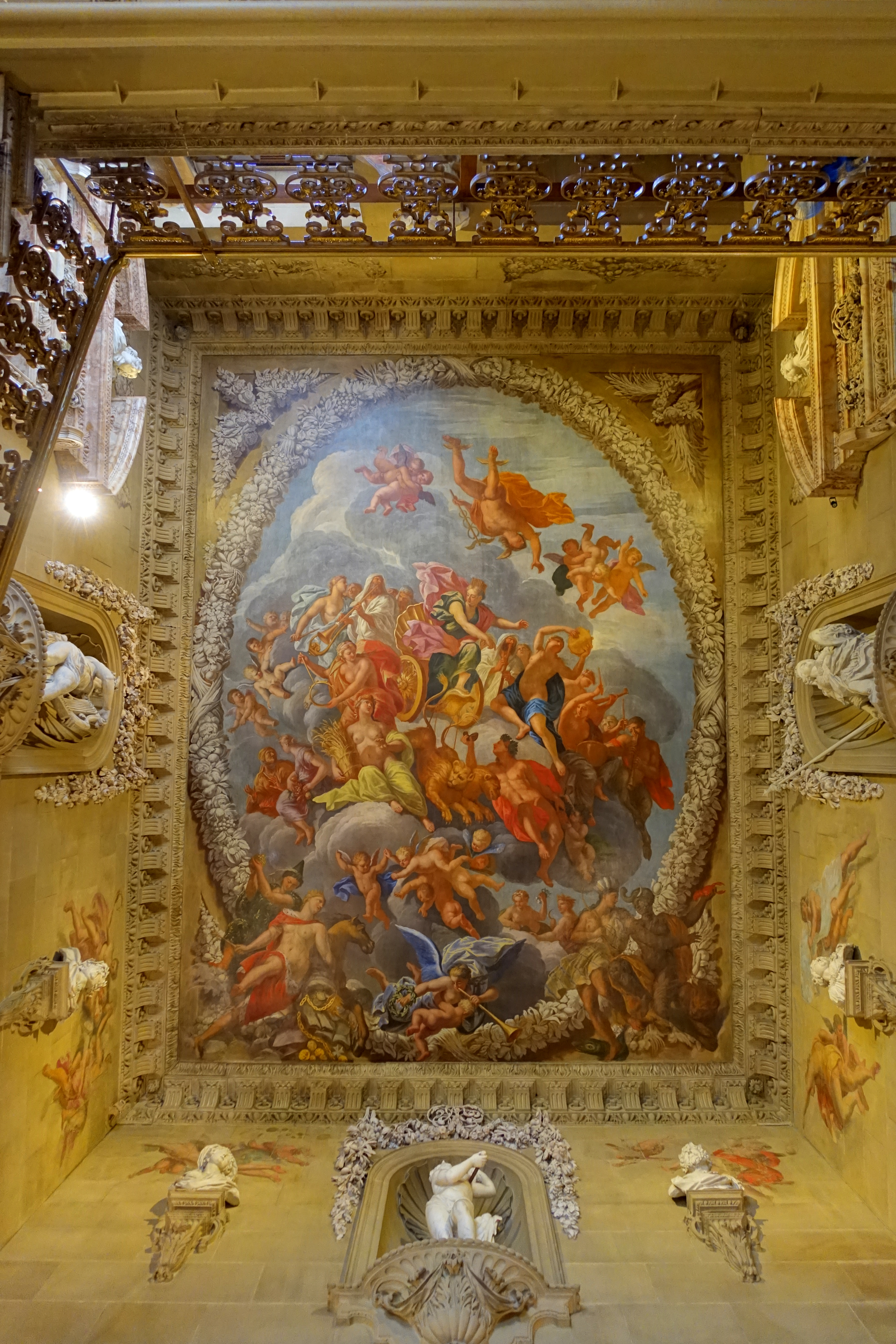
Gran Escalera, en Chatsworth House, techo pintado en 1691 con una representación del Triunfo de Sémele.
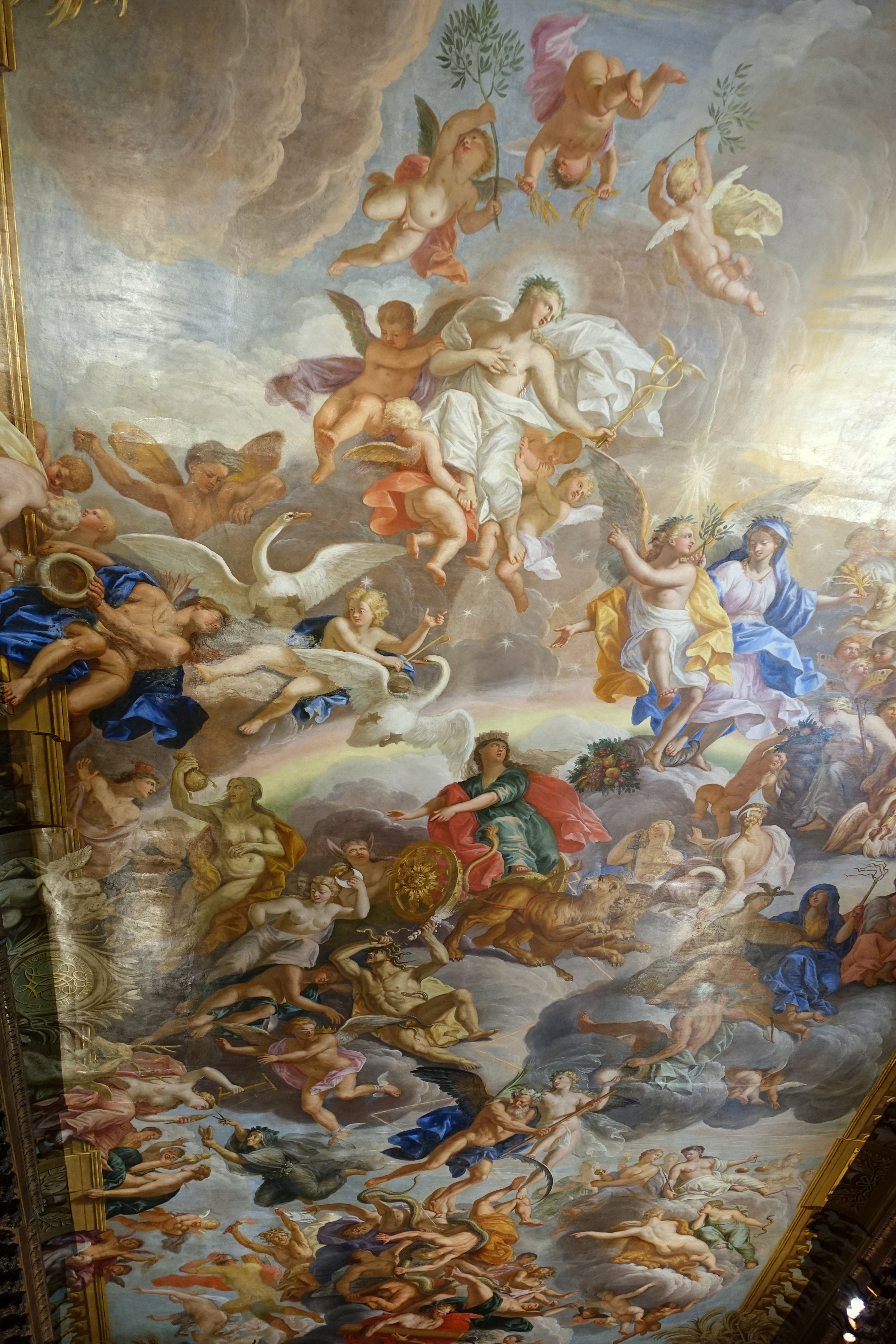
Gran Cámara, Chatsworth House, "El Retorno de la Edad de Oro (la Asamblea de los Dioses)", 1691-1692
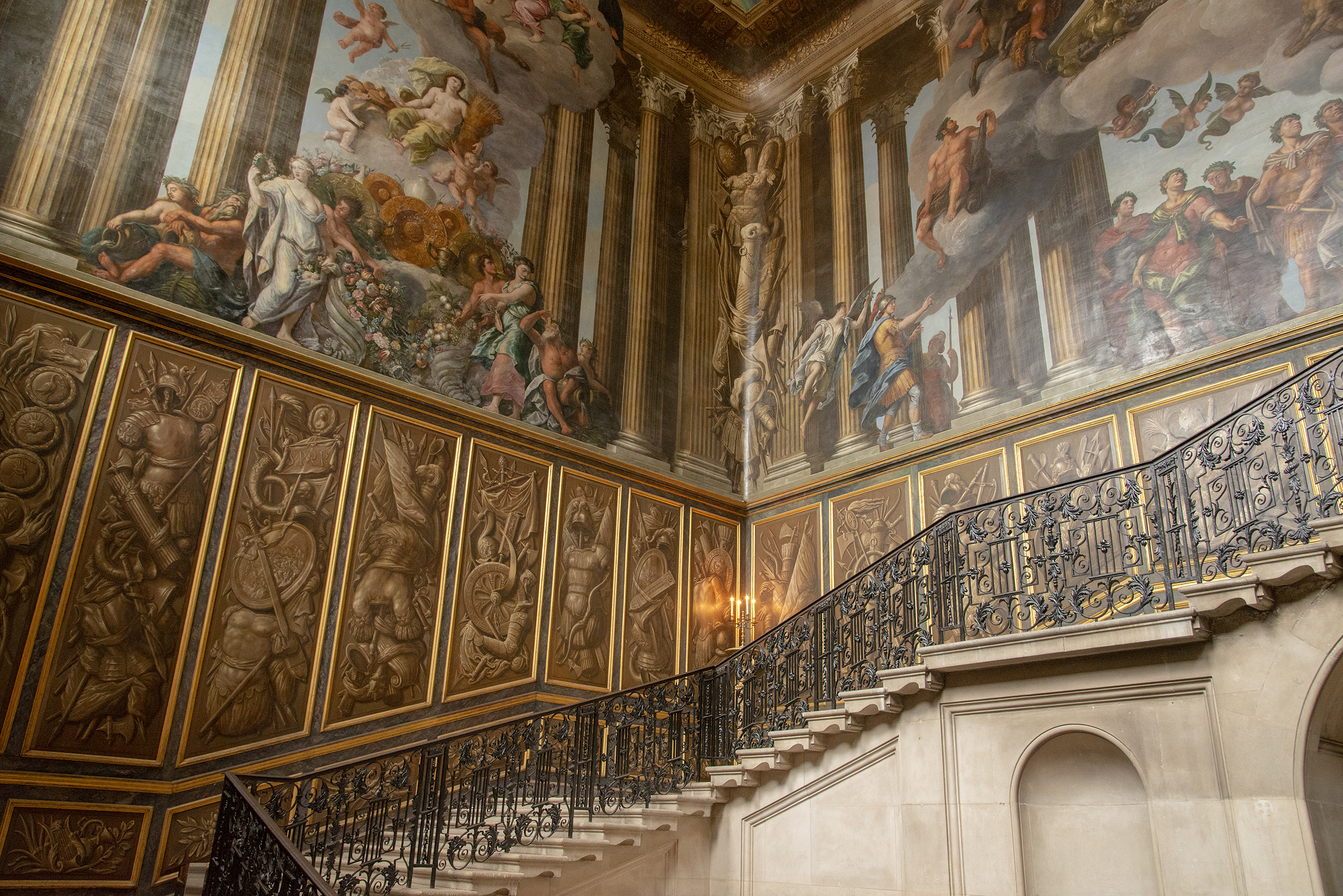
La Escalera del Rey, el Palacio de Hampton Court, murales pintados en 1701-02.